# Pafawag 2E
Pafawag 2E – normalnotorowa towarowa lokomotywa elektryczna wyprodukowana w latach 1954–1957 w zakładach Pafawag we Wrocławiu w liczbie 9 egzemplarzy specjalnie dla Przedsiębiorstwa Materiałów Podsadzkowych Przemysłu Węglowego w Katowicach.

## Historia
Na przełomie lat 40. i 50. XX w. wybudowano pierwsze odcinki kolei w Kopalni Piasku „Szczakowa”. Początkowo eksploatowano na nich parowozy serii Ty2, Ty45 i Ty51. W związku ze wzrostem przewozów na początku lat 50. najbardziej obciążone linie zostały zelektryfikowane systemem 3 kV DC stosowanym na PKP.
Biuro Elektryfikacji PKP zakupiło w angielskim przedsiębiorstwie Metropolitan Vickers pełną dokumentację konstrukcyjną lokomotywy na rozstaw 1000 mm eksportowanej do RPA. Następnie w latach 1951–1953 Centralne Biuro Konstrukcyjne Przemysłu Taboru Kolejowego, przy współpracy ze stroną angielską, zaadaptowało ten projekt, który oznaczono typem konstrukcyjnym 2E. Spotykane jest również oznaczenie 2E53.
Wyposażenie elektryczne pochodziło od Metropolitan Vickers, a część mechaniczną wykonał Pafawag. W 1954 zakład opuściła lokomotywa prototypowa. Początkowo zakupiono podzespoły do 6 lokomotyw, a w 1957 wykonano kolejne 3 egzemplarze.
W latach 1956–1958, ze względu na ciągłe potrzeby taborowe PMP-PW, CBK PTK pracowało nad projektem elektrowozu kopalnianego typu 5E, który był modyfikacją lokomotywy typu 3E. Ostatecznie zaniechano tej koncepcji i w 1958 koleje piaskowe otrzymały pierwsze lokomotywy typu 3E. W późniejszych latach przewoźnik potrzebował elektrowozów uniwersalnych o konstrukcji podobnej do lokomotyw typu 4E, jednak kontynuowano dostawy elektrowozów 3E.

## Konstrukcja
Na obydwu bokach elektrowozu typu 2E znajdowały się po dwie pary jednoskrzydłowych drzwi wejściowych prowadzących do przedziału maszynowego. Umiejscowiono w nim w dwóch osobnych pomieszczeniach oporniki rozruchowe, a pomiędzy tymi pomieszczeniami zamknięty i zablokowany przedział z aparaturą wysokiego napięcia, do którego dostęp był możliwy jedynie przy odłączeniu znajdujących się tam urządzeń. Z maszynowni można było wejść do kabin maszynisty umieszczonych na końcach lokomotywy. Na dachu zamontowano pantografy górne do poboru energii elektrycznej z sieci górnej, a na jego krawędzi pantografy boczne umożliwiające pobór energii z sieci bocznej na wyrobisku. Ich rozrząd uniemożliwiał wykorzystywanie obydwu rodzajów odbieraków jednocześnie.
Pojazd był oparty na dwóch trzyosiowych wózkach produkcji Fabloku, które były ze sobą połączone przegubowo. Ich ostoje wykonano jako spawane i dostosowano do pracy na nietrwałych torowiskach, natomiast osie były osadzone w maźnicach z łożyskami tocznymi. Na środku czołownicy wózka fabrycznie zamontowano sprzęg automatyczny bez zderzaków, jednak podczas napraw rewizyjnych lokomotywy przystosowano do sprzęgu śrubowego i zamontowano na nich zderzaki. 
Elektrowóz był wyposażony w aparaturę elektryczną produkcji Metropolitan Vickers oraz system wentylacji silników trakcyjnych, który zapobiegał dostawaniu się pyłu i piasku. Ponadto zastosowano zabezpieczenia silników na wypadek wykolejenia.

## Eksploatacja
1 maja 1956 lokomotywa 2E-1, przekazana katowickiemu PMP-PW, poprowadziła pierwszy pociąg z piaskiem na terenie Kopalni Piasku „Szczakowa”. Elektrowozy były eksploatowane na liniach piaskowych tej kopalni i stacjonowały w elektrowozowni w Jęzorze. Prowadziły składy z piaskiem podsadzkowym służącym wypełnianiu pustek poeksploatacyjnych w kopalniach węgla kamiennego. Lokomotywy serii 2E zostały wycofane z ruchu przed 1989.